# Károly Dietz
Károly Dietz (en húngaro: Dietz Károly; Sopron, Imperio austrohúngaro, 21 de julio de 1885-Budapest, 9 de julio de 1969) fue un jugador y entrenador de fútbol húngaro. Fue entrenador de la Hungría subcampeona del mundo en 1938.

## Equipos

### Como jugador
| Equipo         | País                  | Año    |
| -------------- | --------------------- | ------ |
| Magyar AC      | Imperio austrohúngaro | ¿-1914 |
| Műegyetemi AFC | Hungría               | 1914-? |

### Como entrenador
| Equipo             | País    | Año       |
| ------------------ | ------- | --------- |
| Selección nacional | Hungría | 1934-1939 |